# Eupithecia eupompa
Eupithecia eupompa är en fjärilsart som beskrevs av Claude Herbulot 1987. Eupithecia eupompa ingår i släktet Eupithecia och familjen mätare. Inga underarter finns listade i Catalogue of Life.